# Franck Dépine
Franck Dépine (Lió, 11 d'abril de 1959) va ser un ciclista francès especialista en pista. Va guanyar quatre medalles, dues d'elles d'or, als Campionats del món en tàndem. Va participar en els Jocs Olímpics de Los Angeles de 1984 en la prova de Velocitat.

## Palmarès
- 1979
  -  Campió del món en Tàndem (amb Yavé Cahard)
- 1983
  -  Campió del món en Tàndem (amb Philippe Vernet)